# Matías Daniel Correa
Matias Correa (Buenos Aires, Argentina; 27 de mayo de 1985) es un exfutbolista profesional argentino que jugaba como defensor y su último club fue en Club Atlético Defensores de Glew del Torneo Regional Federal de Argentina.

## Trayectoria
Comenzó su carrera en el Club Atlético Claypole donde jugó 6 años en un muy buen nivel. Luego pasó a Argentino de Quilmes, donde lograría el ansiado ascenso a Primera C. Pasaría por San Telmo donde lograría ascender a la Primera B Metropolitana. 
En 2017 pegó la vuelta al "Mate" donde volvería a ascender pero esta vez a la Primera B, sumando el tercer ascenso en su carrera y el segundo en ese club.

## Clubes
| Club                 | País      | Año         |
| -------------------- | --------- | ----------- |
| Claypole             | Argentina | 2006 - 2012 |
| Argentino de Quilmes | Argentina | 2012 - 2014 |
| San Telmo            | Argentina | 2015 - 2017 |
| Argentino de Quilmes | Argentina | 2017 - 2019 |
| Midland              | Argentina | 2020        |
| Berazategui          | Argentina | 2020 - 2021 |
| Argentino de Quilmes | Argentina | 2021 - 2022 |
| El Porvenir          | Argentina | 2022        |
| Defensores de Glew   | Argentina | 2022        |

## Palmarés

### Campeonatos nacionales
| Título    | Club                 | País      | Año     |
| --------- | -------------------- | --------- | ------- |
| Primera D | Argentino de Quilmes | Argentina | 2012-13 |
| Primera C | San Telmo            | Argentina | 2015    |
| Primera C | Argentino de Quilmes | Argentina | 2018-19 |